# Evolução da arte hominínia
A presença de arte, mais do que um índice de desenvolvimento cognitivo, é uma evidência de presença de cultura e um momento chave na história da evolução humana. Somando-se a troca social, traços culturais são usualmente persistentes e variáveis dentro de uma população. Assim, se a arte e a produção de artefatos associados a ela são traços culturais, eles devem aparecer de forma recorrente no material arqueológico e não somente em casos isolados.

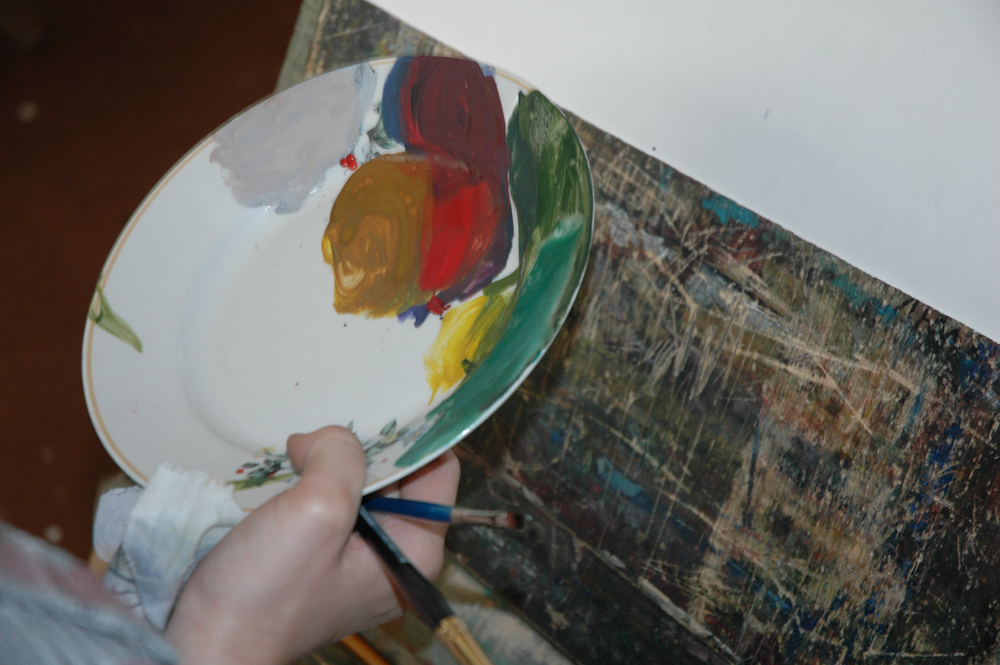
Representação do artista no processo de realização da obra

Existem muitas hipóteses a respeito de qual seria o papel evolutivo da arte como: reconhecimento de padrões, resolução de problemas, escolha de decisões adaptativas, aumentando possibilidades reprodutivas, permitindo comportamentos religiosos, planejamento de ações, manipulação social, coesão social e melhoramento cognitivo . Em suma, a arte teria importante função de comunicação, mediando informação e expressão.
A arte também pode desempenhar um papel na expressão de identidade, como a filiação a um grupo ou classe (idade, gênero, posição, status, ocupação, etc.). No entanto, questiona-se a necessidade da arte como identificação uma vez que humanos são capazes de distinguir uns aos outros pelos rostos e nomes. Ademais, acredita-se que o surgimento da arte como identificação esteve associado ao aumento do tamanho dos grupos e a intensificação de interações durante o Pleistoceno. É possível que a arte tenha desempenhado um papel importante na expansão da memória humana durante o Pleistoceno, permitindo a expansão de sua habilidade cooperativa e auxiliando na manutenção de relações sociais além do grupo familiar imediato.

## Desvendando a origem da arte
Com base nos resultados de importantes e extensas pesquisas arqueológicas, até o aparecimento do Homo sapiens, não havia qualquer registro de arte, religião ou ciência. Assim, pode ser dito que houve diferentes processos adaptativos que a espécie desenvolveu durante os diferentes períodos evolutivos e, com base na psicologia, acredita que a pré-história pode ser transformada a partir das estruturas psicológicas que os humanos atuais construíram ao longo de milhões de anos de evolução.
A mente humana estaria pronta há 300 mil anos, tomando por base a criação do machado de mão fabricado pelo Homo erectus e pelo Homo sapiens arcaico, e, apoiando-se na ideia de que a ontogênese recapitula a filogênese (2), podendo ser utilizado como estudos os períodos de desenvolvimento infantil descritos por Piaget para argumento.
Os criadores do machado de mão tinham uma forma de pensamento operacional, pois para produzir tal ferramenta precisavam fazer suposições detalhadas sobre quais movimentos seriam aplicados para alcançar a forma desejada. Isso mostra que as mentes desses ancestrais são compatíveis com as mentes das pessoas de hoje porque atingiram o mais alto nível de desenvolvimento intelectual. Assim, o surgimento e colonização global da arte não exigiu uma nova base cognitiva.

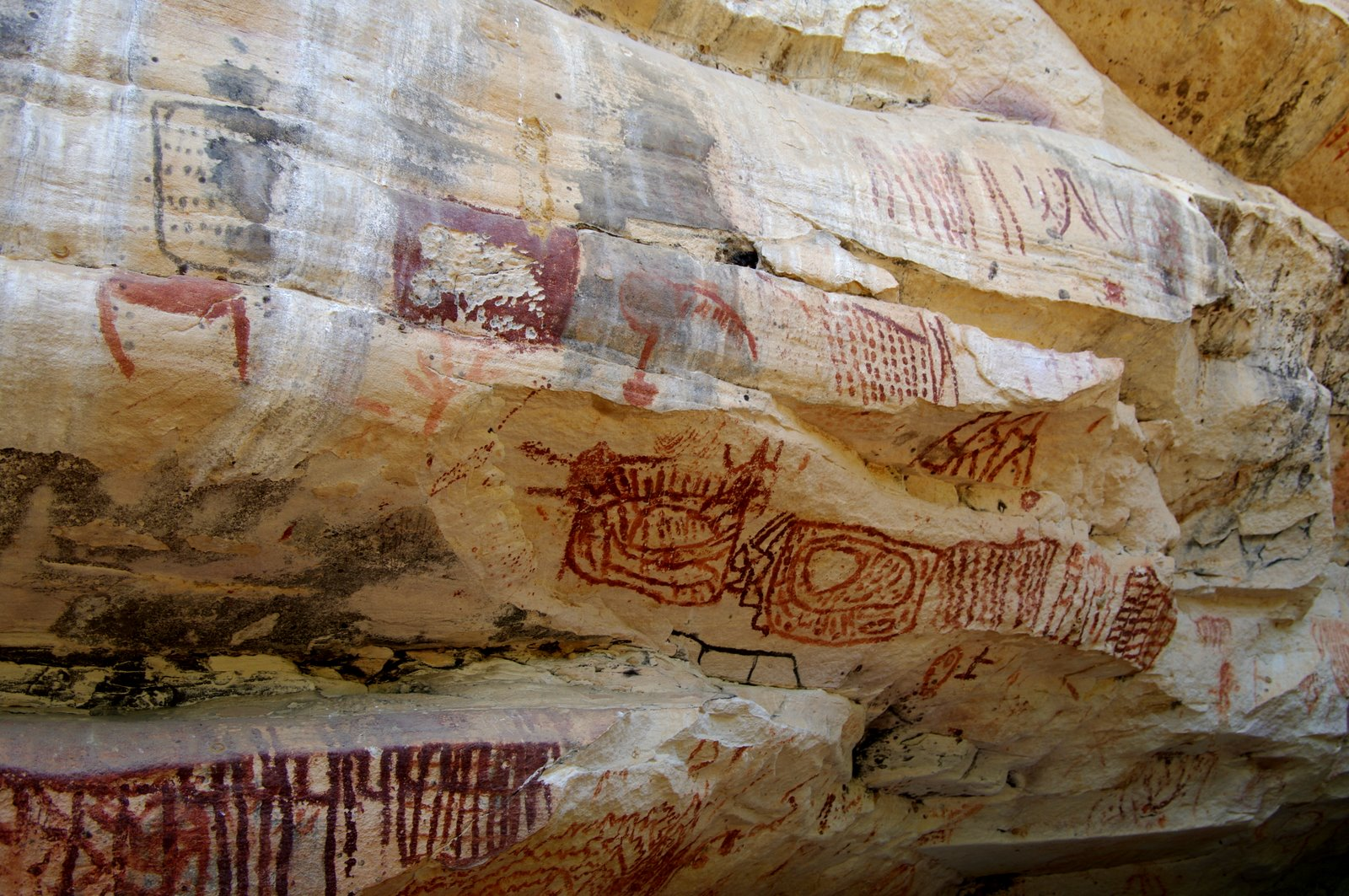
Pintura rupestre encontrada no Parque Nacional do Catimbau em Pernambuco

Os primeiros registros de arte conhecidos são obras de arte pré-históricas, incluindo arte rupestre, pequenas esculturas e edifícios megalíticos. À medida que o modo de vida humano evoluiu, a arte tornou-se mais complexa.
A arte começou a fazer parte da história em um dos períodos mais fascinantes da história, que é o da arte pré-histórica. Há muito tempo, arqueólogos, historiadores e pesquisadores estudam profundamente as grandes questões desse período. Se formos analisar o que facilita a nossa vida, podemos citar uma grande variedade de criações, mas é claro que as criações técnicas são as mais citadas.
O Homem está cercado de objetos utilitários, vestimentas e outros utensílios que representam um período histórico em que sua criação começou a ser feita. Os ancestrais mais distantes, os primeiros humanos começaram a melhorar o ambiente em que viviam, fazendo seus utensílios com galhos, pedras, ossos, usando a pele de bisão para se aquecer nos tempos frios, além de viver em cavernas protegidas. Depois de dominar suas criações, eles progrediram. À medida que os humanos evoluíram, desenvolveu-se uma cultura muito importante - a vida dos humanos pré-históricos e com isso também surgiu a arte. Devido à sua longa duração, os historiadores o dividem em: Paleolítico, Neolítico e arte primitiva.
Estamos cercados de objetos utilitários, vestimentas que denotam um período histórico onde foi propiciado o início de sua criação. Os mais remotos antepassados, os primeiros homens começaram a se aprimorar do meio em que viviam, com galhos, pedras, ossos para fazerem seus utensílios e com a pele dos bisões se aqueciam nos períodos frios além de viver sob a proteção das cavernas. Depois de dominarem suas criações foram se aprimorando. E com a evolução humana foi desenvolvida uma cultura muito importante – a vida dos homens pré-históricos. Devido a sua longa duração, os historiadores a dividiram em períodos :Paleolítico ou Idade da pedra Lascada, Neolítico ou Idade da Pedra Polida e Arte Primitiva.

## Evolução cognitiva da arte
Atualmente a arte está sempre ao redor dos seres humanos, em todos os locais é possível ver uma ou diversas representações de arte. A prática da arte de modo espontâneo é uma ação exclusiva do ser humano, isso só é possível pela cognição simbólica e abstrata, características marcantes da mente humana.
Assim como a linguagem, a arte também é uma forma de comunicação, que surgiu como uma utilidade social e evolui para parte da cultura humana, agregando um valor adaptativo. É uma atividade associativa da evolução da mente humana e da cultura, tem função lúdica com o objetivo de desvendar incógnitas desconhecidas.
Sobre os princípios cognitivos que regem a arte, não existe consenso sobre o assunto, porém de forma resumida é possível trazer algumas das diretrizes. A primeira considera a arte como uma engenharia cognitiva, sendo usada como instrumento com o objetivo de exercer influência sobre as outras pessoas. Refletindo a necessidade humana de receber atenção e controlá-la. A segunda diz que a arte é sempre conforme o contexto da cognição distribuída, ou seja, a arte vai sofrer a influência de muitas mentes humanas que estão interligadas e geralmente guiadas por um fluxo de ideias de uma grande instituição. A terceira diretriz diz que a arte possui uma natureza construtivista e serve para construir modelos mentais e de visão de mundo. Essa construção se dá, por causa da capacidade de integrar diferentes eventos abstratos que permeiam o ser humano.
A quarta diretriz trata sobre a parte metacognitiva da natureza da arte, isto se refere a auto-reflexão, o modo como o ser humano se auto-identifica, tendo como resultado a reflexão da sociedade na qual ele pertence. Por esse motivo a arte serve como instrumento para delimitar períodos culturais, já que tem um papel socio-reflexivo, como por exemplo os quadros com imagens caóticas representando a sociedade moderna. Em quinto, tem se que a arte é um aspecto da cognição orientado pela tecnologia, mesmo que tenha começado de forma natural, os meios de expressão artísticas variam muito dentre as sociedades. Sendo a tecnologia responsável por afetar algumas redes cognitivas que podem ser criadas pelo artista.
A sexta parte diz respeito a cognição distribuída do artista, pois o sistema cognitivo do artista não precisa ser fixo. Alguns fatores podem afetar o modo de funcionamento da cognição, como por exemplo a tecnologia, alterando o tipo de arte e a visão de mundo. Por fim, é possível dizer que a arte sempre espera atingir um resultado cognitivo, sendo planejada para gerar sensações em um público específico. Com isso temos que a arte se difere de muitos outros estudos, como a engenharia por exemplo, pois a finalidade da arte sempre é cognitivo.

### Raízes biológicas da arte
Ao olhar para a visão biológica da arte, é necessário buscar uma explicação para o seu surgimento e o motivo de sua perpetuação na espécie humana. Aparentemente não existe uma explicação clara para uma pessoa dedicar tanto tempo da sua vida na execução de uma obra de arte, onde nem sempre tem se claro algum tipo de retorno. Um motivo proposto é o de comunicação por meio da arte, pois ela reflete ideias, experiências, sentimentos e emoções , pensamentos e símbolos culturais.

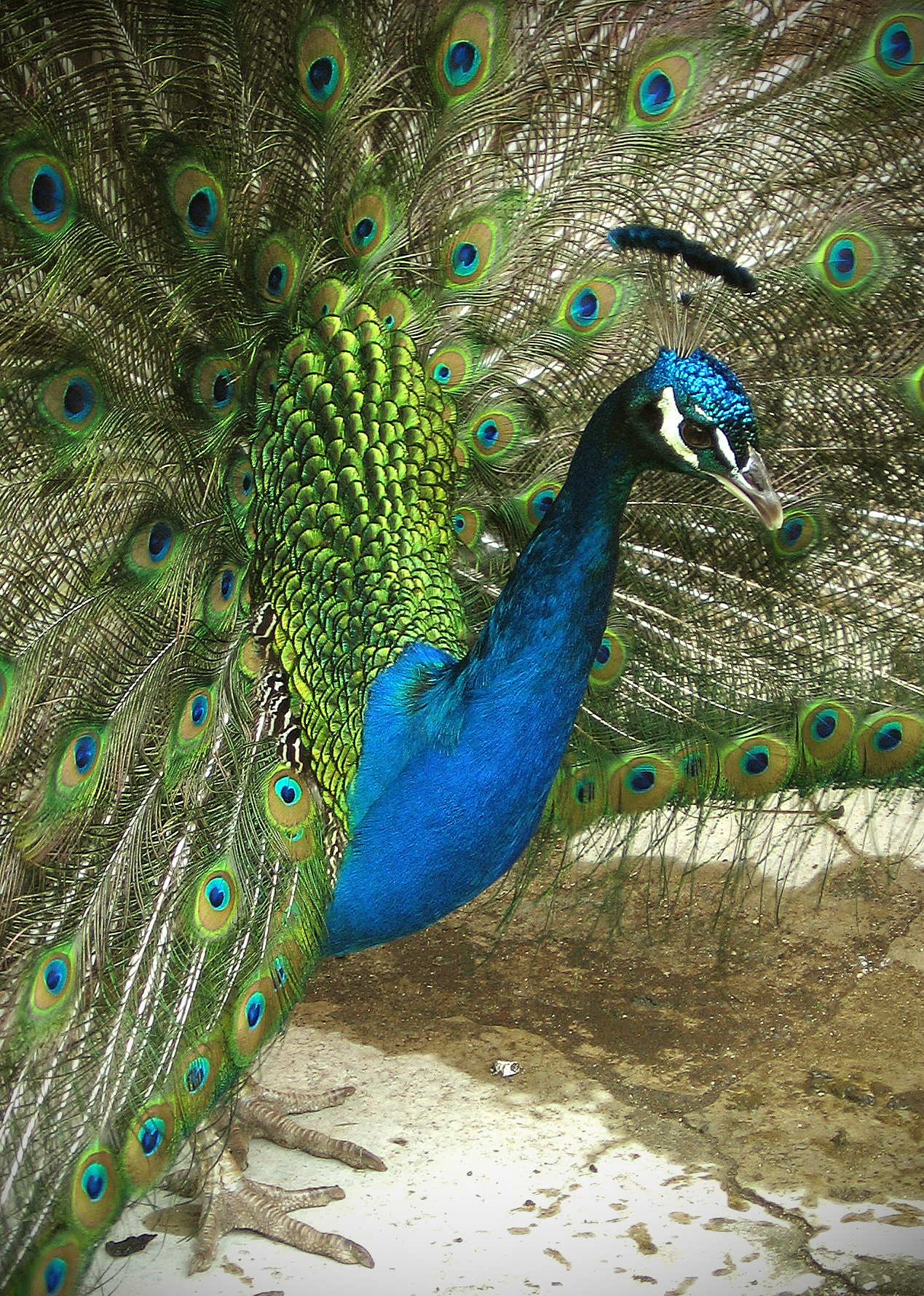
Pavão exibindo a sua cauda colorida aberta

A necessidade de produzir arte foi comparada ao ritual de corte realizado pelos animais, já que em ambos os casos existe um alto custo energético, sem uma recompensa óbvia. Com base nisso, a arte possui um grande valor biológico para os humanos, com raízes na ancestralidade, sinalizando qualidades genéticas de talento, habilidade, cognição e criatividade. As razões biológicas da arte são explicadas pela teoria da seleção natural proposta por Darwin.
No geral em uma relação de corte animal, o cortesão (homem ou mulher), tem como objetivo chamar atenção para as suas qualidades genéticas e de aptidão física. Para manter essa atenção é despendida grande energia, por meio de coreografias e adição de apêndices. Um bom exemplo dessas características é o pavão, que despende uma energia exagerada para manter sua cauda bem mais longa que o seu corpo, sendo amplamente exibida para a fêmea poder analisar, e culminou em uma necessidade evolutiva. No caso apresentado a povoa possui interesse no macho mais belo, com o intuito de passar o melhor material genético para a sua prole. Analogamente aos artistas, que se destacam por causa do talento, habilidade, destreza, força, cognição, inteligência e criatividade e fixando esses caracteres por meio dos genes, trazendo uma das possíveis raízes biológicas da arte.

### Cérebro, cognição e arte
As cores são elementos de suma importância para a arte, principalmente para as artes visuais. No cérebro a região responsável por executar a cognição das cores é o giro lingual no hemisfério esquerdo, quando danificado resulta na incapacidade de diagnosticar cores. E pequenas regiões na junção do lobo occipital-temporal de ambos os hemisférios processam as características cromáticas dos objetos. Mas, mesmo as cores sendo elementos importantes, artistas daltónicos conseguem produzir pinturas altamente conceituadas, mostrando que as cores não são meios essenciais para fazer arte.
A cognição visual espacial é outro componente da arte ligado a regiões específicas do cérebro. Esse tipo de cognição é a que gera noção de espaço, manipulação mental de imagem, habilidade de confeccionar estátua e estatueta dentre outros, mas nem todas as formas de arte necessitam do mesmo tipo de cognição espacial. Pois assim como os humanos viventes hoje, os nossos ancestrais também necessitaram dessa noção, por exemplo a construção de ferramentas de pedra, seja por H.erectus ou H. sapiens precoce.

## Evolução da criatividade
A criatividade fez-se presente na história humana há muito tempo, estando relacionada ao desenvolvimento da linguagem e sendo importante para a sofisticação da criação de tecnologias e surgimento da arte. Porém, a criatividade provavelmente teve sua origem muito anterior ao desenvolvimento da Arte como a definimos atualmente, observada a partir do Paleolítico.

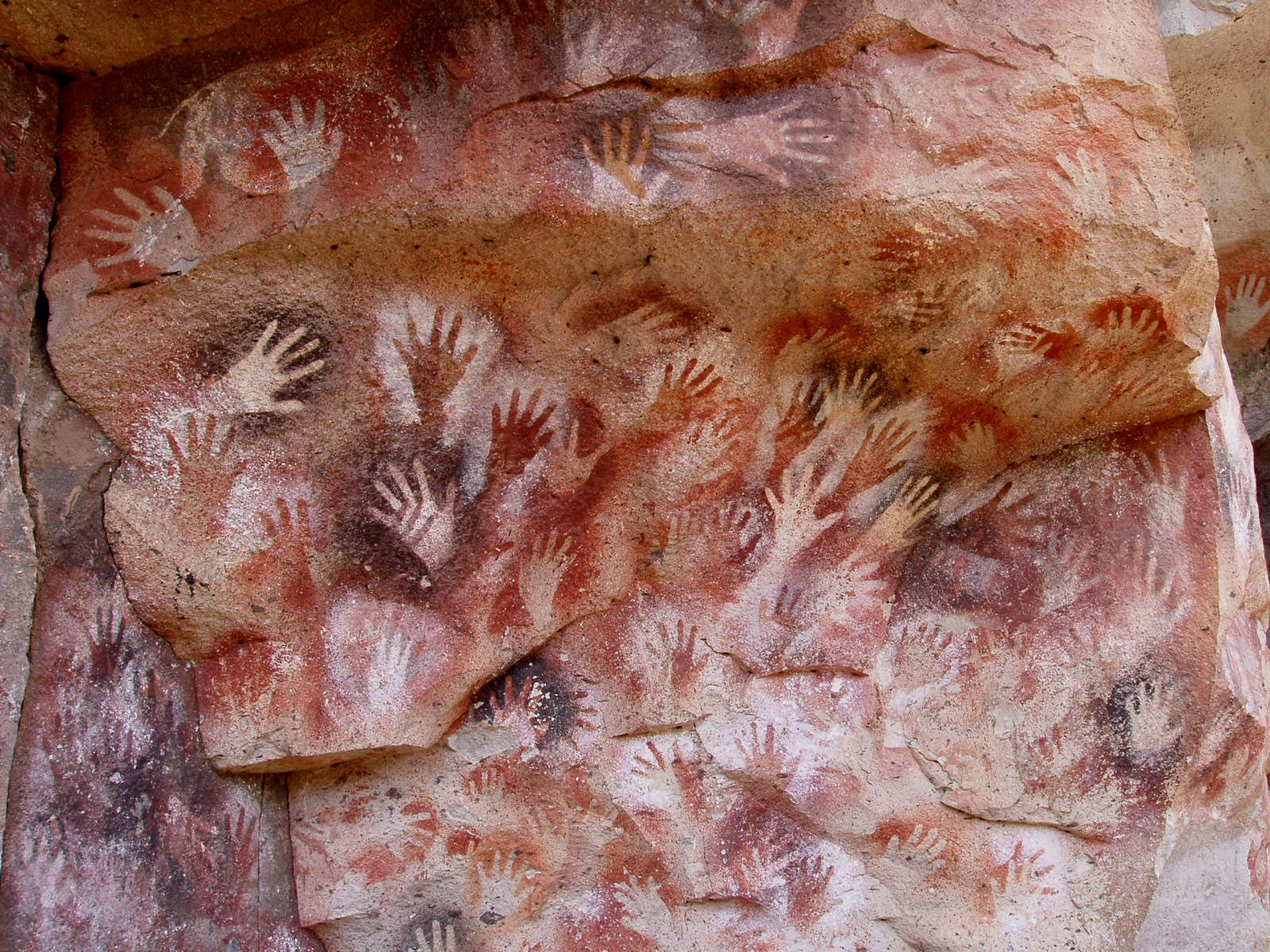
Pintura na Cueva de las Manos, Argentina

A criatividade não é somente um sinônimo de adaptação, vinculado à inovação, mas deve considerar também a interação cultural do indivíduo entre as coisas materiais e as pessoas. A criatividade é um ato social que amplifica mecanismos sensoriais, mais do que somente um processo cognitivo.
Relacionar a evolução da criatividade a evolução anatomia cognitiva dos humanos é muito difícil pois:
1. A capacidade do crânio não tem uma conexão clara com a criatividade artística ou flexibilidade na confecção de ferramentas;
2. As grandes diferenças de habilidades artísticas entre humanos contemporâneos, mesmo que anatomicamente similares;
3. Ainda não foi possível relacionar com exatidão que partes específicas do córtex estão relacionadas com a criatividade artística.[25]

Assim, a criatividade não seria associada somente a capacidade cognitiva dos hominídeos, mas também dependeria de mais fatores, como por exemplo interações sociais e emoções.
É possível utilizar dados arqueológicos como marcadores temporais do longo processo evolutivo da complexidade da criatividade. Porém, a limitação das evidências artísticas encontradas pela arqueologia não significa necessariamente momentos de menor complexidade criativa dos grupos humanos, uma vez que a criatividade também pode ser expressa de formas que não são preservadas em vestígios - como a criatividade com a interação social.

## Arte Neandertal
Diversas documentações de arte neandertal vêm sido descobertas recentemente, como a presença de ornamentos pessoais (feitos de conchas, penas) e pinturas e engravações de pedra. No entanto, ainda existe grande controvérsia sobre essas evidências, por serem poucas e muito espaçadas temporalmente. Assim, quando consideramos a arte como traço cultural e esperamos observar recorrência no arquivo arqueológico, grande parte das evidências de Neandertal caem por terra.
É possível que os neandertais faziam arte que não seria de possível preservação no registro arqueológico, como a partir de materiais orgânicos, pinturas corporais ou desenhos em areia. Porém, com as evidências reunidas até o momento, parece que tradições artísticas eram em grande parte uma prática Homo sapiens, por encontrarmos evidências mais consistentes e sistemáticas da prática .

## Arte Paleolítica

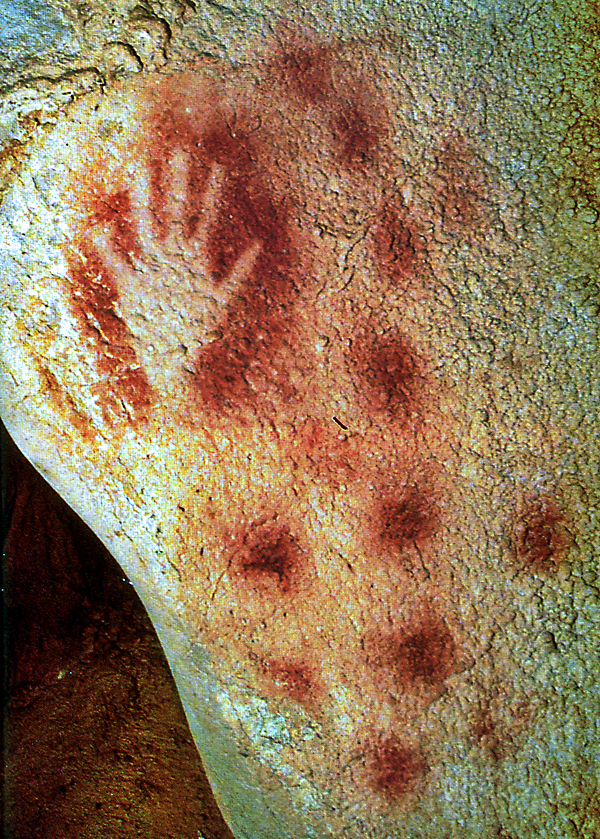
Contorno da mão em caverna na França.

A arte do período paleolítico refere-se à arte realizada no primeiro período da pré-história, também conhecido como Idade da Pedra Lascada, que se inicia há cerca de dois milhões de anos, indo até 8000 a.C. Ela é conhecida como o início da história da arte, por ser a produção artística mais antiga de que se tem evidência, com diversos registros de esculturas e pinturas em sítios arqueológicos na África, Ásia e Europa, que datam da época.
Ao longo do paleolítico, foram fabricados instrumentos de pedra lascada, joias, estatuetas, relevos e pinturas com temáticas de caça. No entanto, essa produção só passa a ser considerada consciente a partir do paleolítico superior, em que interpreta-se uma necessidade espiritual na produção artística.
Um dos elementos mais conhecidos da arte paleolítica são as estatuetas de vênus, esculturas femininas de pequenas proporções feitas de pedra, que foram identificadas como possíveis ídolos para o culto da fertilidade e da sexualidade. Outro elemento importante são as pinturas rupestres, datadas principalmente do paleolítico superior, há cerca de 15000 anos. Nas pinturas paleolíticas, vê-se representados principalmente animais, e especula-se que elas tinham como objetivo comunicar-se com os deuses para obter bons resultados de caça. Assim, havia uma grande valorização do realismo, mas sem que houvesse um objetivo estético consciente.

## Arte Mesolítica
O período mesolítico é um período da pré-história considerado como a transição entre as eras Paleolítica e Neolítica. O termo é empregado apenas em algumas regiões do mundo, como na Europa, em que não houve uma transição direta entre o que é considerado como Paleolítico e Neolítico.
Esse período foi marcado por mudanças climáticas. Após os eventos de glaciação que o planeta passou, a temperatura se torna mais amena. Com isso, os seres humanos passam a viver mais tempo ao ar livre e, pouco a pouco, deixam de se restringir às cavernas e novos hábitos são adquiridos. É nesse intervalo de tempo em que o sedentarismo tem início em alguns grupos humanos. Apesar disso, a caça continuou o modo de vida predominante durante esse período.

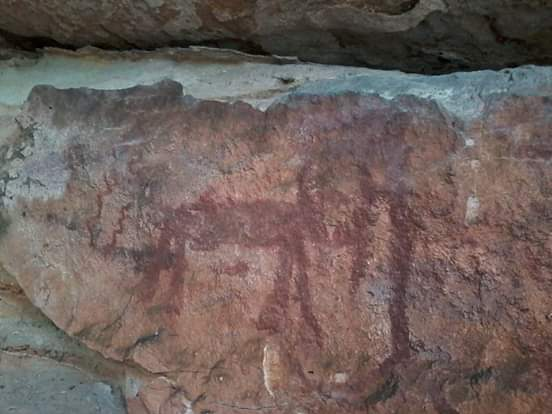
Pintura rupestre representando uma figura animal

Pode-se traçar uma cronologia da arte mesolítica em três fases: uma primeira fase de cunho mais naturalista e com gravados profundos; a segunda com figuras mais angulares e menos realistas, criadas com a técnica do escavado; e por fim, a terceira fase envolve principalmente artes conceituais sobre animais e seres humanos estilizados, com destaque para pinturas rupestres no norte da Rússia. 

### Técnicas e estilos
A arte rupestre encontrada em cavernas nórdicas e na região da Sibéria: registros de arte rupestre evidenciam esse viés naturalista. Pesquisas permitem ver uma evolução nessas artes ao passo que ela desenvolve sua técnica e assume um caráter mais imaginativo ao passo em que avançam na linha do tempo. A cultura aziliense apesar de escassa nas descobertas desse período, oferece artes rupestres e móveis carregadas de simbolismo, com trabalhos artísticos encontrados hoje no sul da França e na Espanha.
No começo do mesolítico, figuras humanas se tornaram mais frequentes em ornamentos. Essas podem ser interpretadas como figuras míticas, ancestrais daqueles que as produziram ou até mesmo como figuras heroicas. Figuras animais também são frequentes.   No nordeste da Europa, quase todas as representações de caráter antropomórfico assumem um estilo geométrico com muitas linhas contínuas. Essas artes mostram humanos sozinhos ou em grupos.

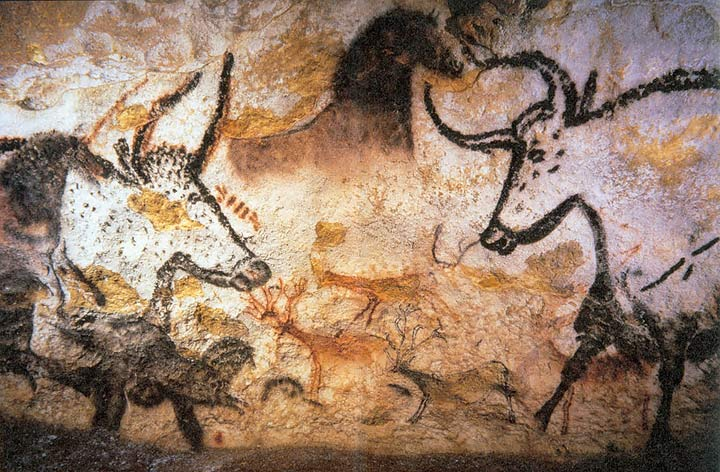
Arte rupestre encontrada em caverna (Gruta de Lascaux)

Essas manifestações artísticas mostram hábitos daquelas populações, seja a dança, seja a caça, seja sua sexualidade; ou podem ainda assumir o que é considerado um caráter ritual e cerimonial. Esses registros se colocam tanto na arte rupestre, como já mencionado, como em artes móveis, por exemplo, em ferramentas tais como machados e adagas. Os desenhos são carregados de representação em movimento, alguns sendo considerados como compondo até mesmo narrativas.
Essa mudança de paradigma na representação de si ou dos grupos viventes daquela época destaca como os humanos passaram a se enxergar como foco dos eventos em relação à natureza ou a suas práticas, se colocando mais ao centro. O que coincide com o início da transição de alguns grupos para o sedentarismo e desenvolvimento de técnicas e tecnologias mais avançadas ao passo em que o homem passa a agir mais ativamente em relação ao domínio da natureza.
A maioria dos achados mesolíticos, entretanto, ocorre ao acaso ou vem de um período difícil de ser localizado com mais precisão, dificultando a contextualização dos objetos na linha do tempo que arqueologistas tentam estabelecer. Achados desse tipo são escassos, principalmente no que se refere à arte móvel, por todo o território europeu desde terras nórdicas até o Mediterrâneo.  Assim, são datados com base nas similaridades com objetos com datação mais confiável. A maioria das descobertas envolve gravações em chifres, ossos e âmbar, mais raramente esculturas são encontradas em sítios arqueológicos.

## Arte Neolítica
O período Neolítico, também conhecido como Idade da Pedra Polida, é classificado como o segundo período da pré-história, e abrange de 8000 a.C. a 5000 a.C. Ele faz parte da Idade da Pedra, que compreende os períodos paleolítico e neolítico, e leva esse nome uma vez que a pedra era a matéria prima mais utilizada para a confecção de ferramentas e objetos. O que separa o paleolítico do neolítico, no entanto, é o tratamento dado a essa matéria prima, que se torna mais especializado com o desenvolvimento do polimento e das técnicas de fio de corte.

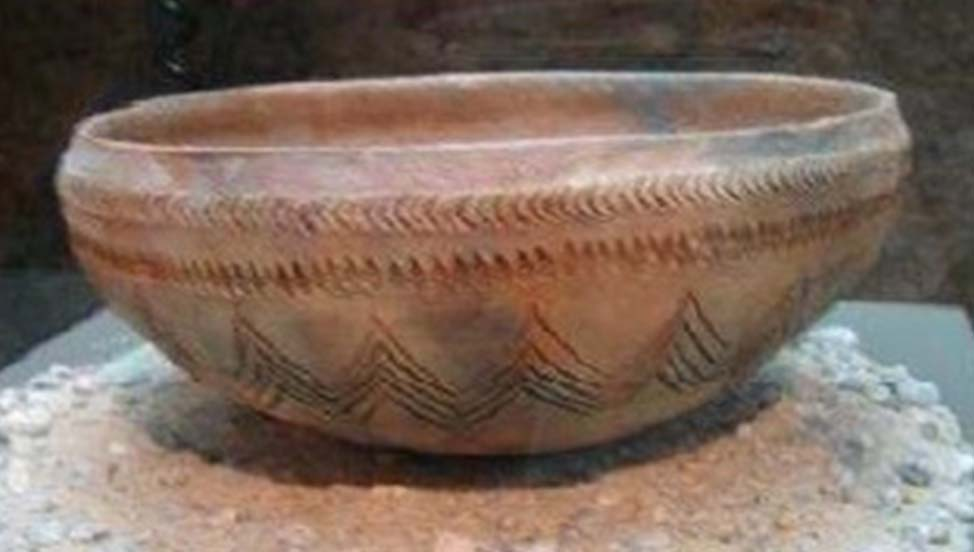
Objeto de cerâmica, datado do período neolítico

A arte do Neolítico inicia-se com a chamada Revolução Neolítica, ou Revolução Agrária, que ocorreu devido à progressiva sedentarização do Homem, permitindo o desenvolvimento da agricultura e da domesticação de animais. Nesse momento, a humanidade aprende a assegurar seu próprio alimento, deixando cada vez mais o hábito caçador-coletor e se estabelecendo em aldeias e sociedades mais organizadas, o que permitiu um maior crescimento populacional.
Essa sedentarização deu início à construção de abrigos, feitos de pedra, tijolos e madeira, dando ao homem do neolítico o apelido de "um dos primeiros arquitetos da humanidade" por alguns historiadores. Entre as construções mais importantes desse período estão as construções palafíticas, que são habitações rústicas de madeira erguidas sobre estacas de sustentação, e os monumentos megalíticos, enormes construções de pedra com formas e disposições diversas.
Além das inovações na arquitetura, pode-se observar também na arte neolítica o surgimento de novas técnicas, como por exemplo a cerâmica, com a descoberta da cozedura do barro. A arte desse período foi marcada pela aparição de formas geométricas e pelo abstracionismo, que se contrasta com o caráter naturalista-realista da arte paleolítica.